# NSC TV Florianópolis
NSC TV Florianópolis é uma emissora de televisão brasileira sediada em Florianópolis, capital do estado de Santa Catarina. Opera no canal 12 (33 UHF digital), e é afiliada à TV Globo. É a cabeça de rede da NSC TV, rede de televisão pertencente à NSC Comunicação.

## História

### Antecedentes e implantação
Na década de 1970, após consolidar sua posição como o maior grupo de comunicação do Rio Grande do Sul, a Rede Brasil Sul de Comunicações iniciou planos de expansão para o estado de Santa Catarina, que naquela época, apesar das similaridades com o estado vizinho, ainda possuía uma indústria de comunicações incipiente, com estratégias de marketing e propaganda ultrapassadas e dividida entre grupos regionais com forte atuação política ou através de organizações da sociedade civil e empresarial, o que aparentava um terreno fértil para a empresa gaúcha. Em 1976, o Governo Federal abriu concorrência para um segundo canal de televisão em Florianópolis, que até então contava apenas com a TV Cultura, inaugurada em 1970, e com uma retransmissora da TV Coligadas de Blumenau, inaugurada em 1969, que operava no canal 12 VHF. A RBS participou da licitação fazendo frente a grupos locais como o jornal O Estado, pertencente ao empresário José Matusalém Comelli e ao ex-governador Aderbal Ramos da Silva; a própria TV Coligadas, que era do empresário Mário Petrelli, que mantinha vínculos com o político Jorge Bornhausen; e Darcy Lopes, que era acionista da TV Cultura.
Com exceção deste último, os concorrentes tinham forte apoio político, o que era fundamental para conseguir benefícios que eram concedidos diretamente pelo governo federal. Sabendo que mesmo estando na base de sustentação ao governo através da ARENA, os Ramos da Silva e os Bornhausen tinham uma histórica rixa política que era anterior ao regime ditatorial que vigorava no país, os diretores da RBS buscaram convencer os militares de que pretendiam implantar uma televisão que tivesse como característica principal o fator técnico e profissional, sem vinculações políticas. Ainda sim, o presidente do grupo, Maurício Sirotsky Sobrinho, procurou o governador Konder Reis, que era elemento neutro na disputa e tinha o poder de vetar a concessão, e conseguiu o seu apoio para vencer a concorrência. Com o aval de Konder, e contando ainda com o prestígio dos militares junto a Sirotsky e ao empresário Roberto Marinho, dono da Rede Globo (que também buscava resolver os problemas de cobertura do seu sinal em Florianópolis, que era a única capital onde ela perdia audiência em todo o país), o presidente Ernesto Geisel outorgou para a RBS a concessão do canal 12 VHF em 13 de abril de 1977.
Durante a implantação da emissora, em 1978, a RBS encomendou um estudo de marketing, que além de comprovar as deficiências de mercado mencionadas acima, mostrou que a televisão seria fundamental para a integração das "ilhas" existentes no estado e a reestruturação de toda a sua indústria de comunicação, o que fez a RBS concentrar todos os seus esforços na criação de uma rede de emissoras similar a que existia no Rio Grande do Sul e estratégias para reformular toda a cadeia produtiva. Outra preocupação do grupo, levando em conta o temor da sociedade local que via a chegada da nova emissora como uma "invasão" dos gaúchos na cultura e nos costumes locais, também foi a de formar um corpo de profissionais quase exclusivamente catarinense, levando-os para treinamentos e estágios na TV Gaúcha de Porto Alegre nos meses que antecederam a inauguração.

### TV Catarinense (1979–1983)
A previsão inicial era de que a TV Catarinense fosse inaugurada em julho de 1979, quando chegaria ao fim o contrato entre a Rede Globo e a TV Coligadas. No entanto, com o intuito de sabotar a estreia após perder a licitação do canal 12, e da mesma forma, beneficiar a TV Cultura, que havia sido recém-adquirida por Mário Petrelli para tentar fazer frente à chegada da RBS ao estado, a TV Coligadas resolveu antecipar o fim da sua afiliação em três meses, além de boicotar a exibição das telenovelas que a Globo havia estreado no primeiro semestre do ano (Memórias de Amor, Feijão Maravilha e Pai Herói), substituindo-as por filmes. 
Desta forma, a TV Catarinense foi inaugurada às pressas, em 1.º de maio de 1979, com os estúdios ainda em construção no Morro da Cruz e com equipamentos ainda por serem entregues e instalados. A solenidade de estreia ocorreu ao meio-dia, com um clipe de imagens de Santa Catarina e um pronunciamento do presidente da RBS, Maurício Sirotsky Sobrinho, feito a partir dos estúdios da TV Gaúcha em Porto Alegre. De início, como ainda não tinha condições de gerar uma programação local com as mesmas características da coirmã de Porto Alegre, a TV Catarinense ocupou os horários padrão da programação da Globo, com blocos locais do Jornal Hoje, Jornal Nacional, Jornal da Globo, além de atrações como Programa Celso Pamplona, de colunismo social, Clubinho, noticiário infantil que seguia a mesma premissa do Globinho exibido pelas filiais da rede, e o Jornal das Sete, exibido no horário noturno. Apenas em 5 de novembro, quando já possuía plenas condições técnicas, estreou o Jornal do Almoço, substituindo o Jornal Hoje. E para solucionar o problema das novelas que foram boicotadas pela TV Coligadas, a emissora exibiu compactos que resumiam os capítulos que já haviam ido ao ar, até alcançar a exibição da rede. Em pouco tempo, a emissora firmou-se na liderança de audiência, e desde então nunca mais perdeu esse posto.
Ao entrar no ar, a TV Catarinense já cobria 75% do estado, pois havia montado por conta própria uma rede de retransmissoras via micro-ondas, que levavam o seu sinal para além da Grande Florianópolis, dispensando o uso da rede pública mantida pela TELESC, que era utilizada pelas concorrentes, e mantendo parcerias com prefeituras e associações locais. A emissora foi ampliando sua cobertura com a compra de novas geradoras, sendo a primeira delas a TV Santa Catarina de Joinville, que entrou no ar via acordo operacional com a RBS, 14 dias após a inauguração do canal 12, e pouco depois, foi comprada pelo grupo. O mesmo viria a acontecer com a TV Coligadas em 1980, e com a recém-inaugurada TV Cultura de Chapecó, em 1982, após o empresário Mário Petrelli repensar sua atuação nos meios de comunicação e se desfazer momentaneamente dos seus veículos. O mercado publicitário também teve grandes incentivos da emissora, com a criação de premiações, eventos, workshops e produtoras de vídeo, assim como a comunidade local, através de eventos patrocinados pela RBS e campanhas de mobilização social, como a de donativos para as vítimas das enchentes em 1983 e 1984.

### RBS TV Florianópolis (1983–2017)
Em 1.º de outubro de 1983, seguindo a padronização das emissoras da RBS TV, passou a se chamar RBS TV Florianópolis. Nos anos seguintes, tanto a emissora quanto o agora intitulado Grupo RBS foram expandindo a sua atuação em Santa Catarina, sendo que no caso da TV, houve o fortalecimento da programação local, com especiais em homenagem a ícones da cultura local, como Franklin Cascaes e Victor Meirelles, ou eventos históricos como a Guerra do Contestado, e a produção de edições itinerantes do Jornal do Almoço nos municípios do estado ou em eventos como a Festa Nacional do Pinhão e a Oktoberfest.
Assumindo o caráter bi-estadual da RBS TV, a emissora de Florianópolis e a de Porto Alegre também produziram juntas programas exibidos nos dois estados, como o Projeto Conesul, Campo & Lavoura e Vida & Saúde, e durante boa parte das décadas de 1990 e 1980, mantiveram extensa programação local na faixa diária e durante os fins de semana, chegando a derrubar a exibição de atrações da rede, além de promoverem campanhas como a da duplicação da BR-101, devido ao alto índice de acidentes, e concursos e festivais como o Garota Verão e o Planeta Atlântida (este último em conjunto com a Rede Atlântida), que tinham versões próprias nos dois estados.
Em 7 de março de 2016, o Grupo RBS comunica a venda da emissora e das demais operações em Santa Catarina para os empresários Lírio Parisotto (Videolar-Innova) e Carlos Sanchez (Grupo NC). Parisotto posteriormente abandona a sociedade devido ao escândalo com Luiza Brunet, fazendo do Grupo NC e seus acionistas proprietários integrais das novas empresas.

### NSC TV Florianópolis (2017–presente)
Em 15 de agosto de 2017, a RBS TV de Santa Catarina completa o processo de transição para a NSC Comunicação, e passa a se chamar NSC TV. A RBS TV Florianópolis então passa a se chamar NSC TV Florianópolis, bem como as demais emissoras do estado.

## Sinal digital
| Canal virtual | Canal digital | Resolução de tela | Programação                                           |
| ------------- | ------------- | ----------------- | ----------------------------------------------------- |
| 12.1          | 33 UHF        | 1080i             | Principal programação da NSC TV Florianópolis / Globo |

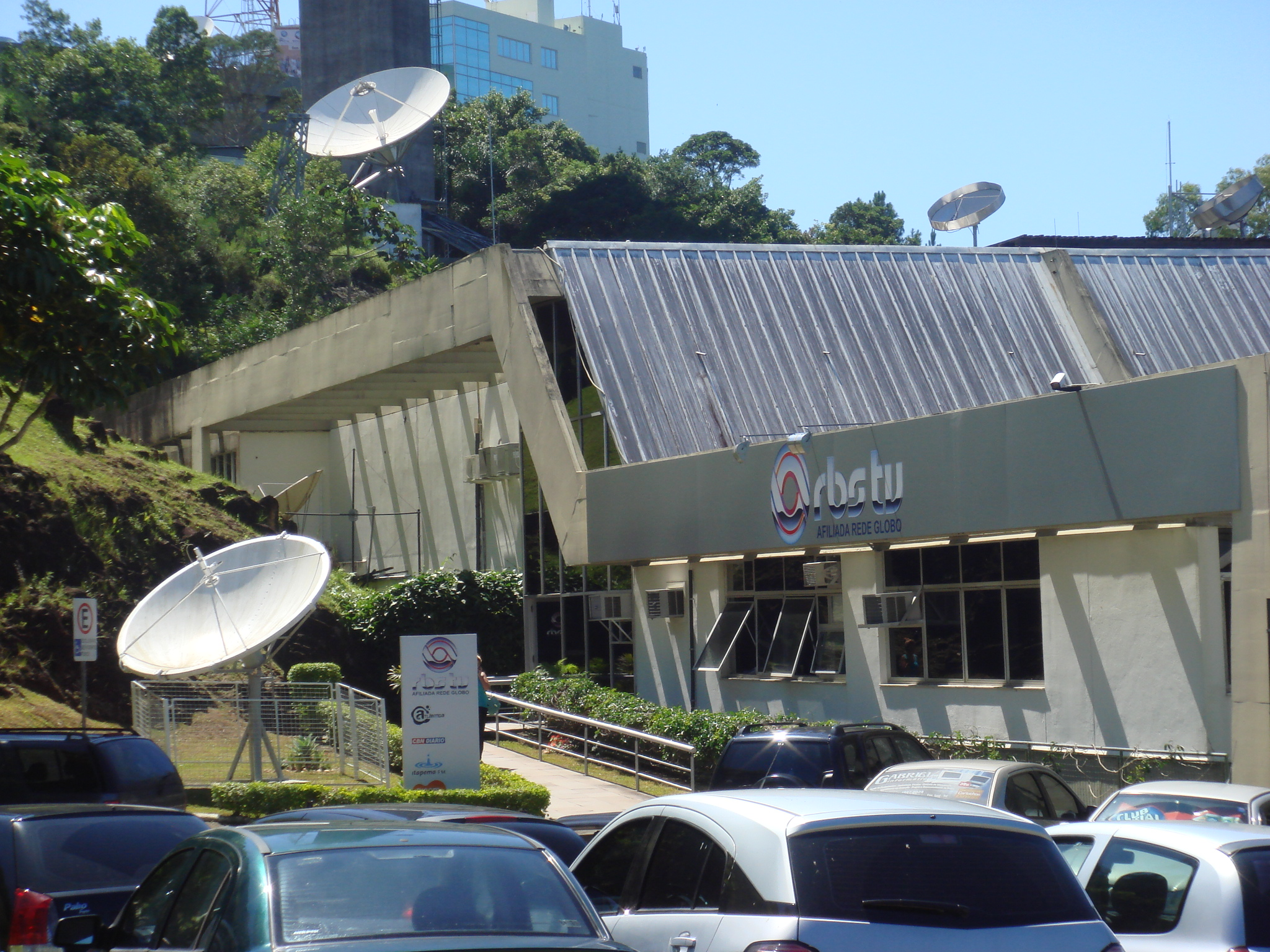
Sede da emissora no Morro da Cruz, em 2010

Devido às enchentes em Santa Catarina, a televisão digital de Florianópolis, que seria inaugurada em 25 de novembro de 2008, teve seu lançamento adiado para 5 de fevereiro de 2009, em sessão especial na Assembleia Legislativa de Santa Catarina. O Jornal do Almoço do dia 6 de fevereiro, especial sobre a nova tecnologia, foi a primeira produção local a ser transmitida em alta definição.
Transição para o sinal digital
Com base no decreto federal de transição das emissoras de TV brasileiras do sinal analógico para o digital, a NSC TV Florianópolis, bem como as outras emissoras de Florianópolis e região metropolitana, cessou suas transmissões pelo canal 12 VHF em 28 de fevereiro de 2018, seguindo o cronograma oficial da ANATEL. A emissora exibiu um boletim ao vivo com o repórter Edson Amaral, informando sobre o desligamento, e cortou o sinal às 23h59.

## Retransmissoras
- Águas Mornas - 7 VHF / 34 UHF digital
- Alfredo Wagner - 11 VHF
- Angelina - 8 VHF
- Anitápolis - 9 VHF
- Bom Retiro - 8 VHF
- Garopaba - 14 (34 UHF)
- Governador Celso Ramos - 3 VHF
- Leoberto Leal - 7 VHF
- Otacílio Costa - 3 VHF / 35 UHF digital
- Rancho Queimado - 39 UHF
- São Bonifácio - 2 VHF
- São José - 7 (34 UHF)
- Tijucas - 50 UHF

## Prêmios
- 2012: Prêmio Empresa Cidadã[15]
- 2014: Prêmio Fatma de Jornalismo Ambiental - Mídia Eletrônica[16]